# Cascade River (Tasmansee)
Der Cascade River ist ein Fluss in Neuseeland, der in den Neuseeländischen Alpen entspringt und an der Westküste der Südinsel in die Tasmansee mündet.

## Geographie
Der Cascade River beginnt am Zusammenfluss von Limbo Stream und Retreat Creek und wird unter anderem von Schmelzwasser aus der Olivine Range gespeist. Entlang dieser fließt der Fluss in nördlicher sowie nordöstlicher Richtung, wobei er in den Durwards Falls etwa 50 m fällt. Zwischen der Hope Blue River Range und der Stafford Range knickt er nach Nordwesten ab, nimmt den Martyr River auf und mündet unterhalb des Cascade Plateau in die Tasmansee.
Der obere Teil des Flussverlaufs ist Teil des Mount-Aspiring-Nationalparks.

## Infrastruktur
Nahe dem Zusammenfluss mit dem Martyr River endet die von Nordosten kommende Jackson River Road, die über die Haast-Jackson Bay Road mit dem New Zealand State Highway 6 verbunden ist. Am Straßenende liegt zudem eine Landebahn sowie ein Wanderweg, der zur Mündung des nahe gelegenen Hope River führt.